# Ayuno en el cristianismo
Se llama ayuno en el cristianismo a la práctica del ayuno observada en varias denominaciones cristianas. En algunas no es una práctica exigida, por ser considerada una observancia externa, en cuyo caso se permite a los creyentes practicarlo individualmente por voluntad propia.

## Trasfondo

### Antiguo Testamento
Debido a que el cristianismo proviene de forma directa del judaísmo, el ayuno cristiano comparte muchas características con el ayuno judío. Se puede encontrar numerosas referencias del ayuno judío en la Biblia hebrea (Antiguo Testamento).
El “ayuno aceptable” es discutido en el libro de Isaías, 58:3-7. En esencia, representa la aflicción del alma causada por el no satisfacer las necesidades o deseos de la carne.
Algunos ejemplos mencionados en el AT:
- Moisés ayunó cuarenta días y noches cuando estuvo en el monte con Dios (Éxodo 34:28).

- El rey David ayunó cuando el hijo de su unión adúltera con Betsabé enfermó de muerte como castigo por el adulterio de David y su participación en la muerte del esposo de Betsabé, Urías el heteo. 2 Samuel 12:15-25.

- El libro de Daniel, 1:8-16, describe un ayuno parcial (permitir el consumo exclusivo de ciertos tipos de comida y bebida), y sus efectos en la salud de quienes lo practican. Daniel y sus tres amigos realizaron este ayuno, consumiendo exclusivamente legumbres y agua, rechazando los alimentos considerados impuros que el rey Nabucodonosor II impuso a los hebreos de la corte.

- Ester: Joven hebrea que vivió durante el período del imperio persa, en el reinado de Asuero (Se le identifica con el rey Jerjes I). Tras ganar el favor del rey por su belleza, descubre a conspiradores que convencen al rey de exterminar a todos los judíos del imperio. Ester entonces pide a todos los judíos que oren y ayunen junto a ella durante tres días (Ester 4:16), al final de los cuales solicitaría audiencia con el rey, para persuadirle de sus planes contra el pueblo judío. Al final, el pueblo es librado de la aniquilación.

### Nuevo Testamento y cristianismo primitivo
En el cristianismo primitivo, la práctica del ayuno era bastante habitual, como reportan el Libro de los Hechos y algunas epístolas del Nuevo Testamento.
Algunas menciones en el NT:
- Antes de iniciar su ministerio de aproximadamente tres años de duración, Jesús se retira a la soledad del desierto, ayunando por cuarenta días, luego de los cuales fue tentado tres veces por el diablo (Mateo 4:2).

- Jesús advirtió a sus seguidores acerca de ayunar para ser vistos por otros, y brindó indicaciones para que el ayuno fuese en privado (Mateo 6:16-18).

- Entre los milagros más llamativos de Jesús, están la sanidad de enfermos y endemoniados. En Mateo 17:14-21 se aprecia que ciertos males solamente pueden ser sanados con oración y ayuno.

- Saulo de Tarso, conocido luego como el apóstol Pablo, ayunó durante tres días después de haber sido cegado por una visión, camino a la ciudad de Damasco (Hechos 9:9).

## El ayuno según diversas denominaciones

### Catolicismo
La ley de ayuno requiere que el Católico desde los 18 hasta los 59 años reduzca la cantidad de comida usual. La Iglesia define esto como una comida más dos comidas pequeñas que sumadas no sobrepasen la comida principal en cantidad. Este ayuno es obligatorio el Miércoles de Ceniza y el Viernes Santo. El ayuno se rompe si se come entre comidas o se toma algún líquido que es considerado comida (batidos, pero no leche). Bebidas alcohólicas no rompen el ayuno; pero parecieran contrarias al espíritu de hacer penitencia.

### Iglesia ortodoxa
De similar manera, la iglesia ortodoxa etíope practica un ayuno parcial donde el practicante se abstiene de carne y leche; este ayuno toma lugar en ciertas ocasiones del año y suele durar algunas semanas.[cita requerida]

### Evangelicalismo
Muchas congregaciones evangélicas creen en el ayuno (sea parcial o total) como una herramienta espiritual que ayuda para varios fines: sanar a un enfermo o a un endemoniado, romper alguna «atadura» (vencer malos hábitos y adicciones como el juego o el alcohol), interceder para que una persona cercana (un hijo, un padre o un amigo) con problemas de conducta se acerque a Dios, mantener bajo control los apetitos y deseos carnales resaltando lo espiritual, o superar obstáculos (por ejemplo, conseguir trabajo). Para algunas de estas congregaciones, el ayuno por sí solo no logra todas estas cosas, sino que se requiere además de esfuerzo personal, disciplina, fe y corazón dispuesto.